# Kerk van Riddarholmen

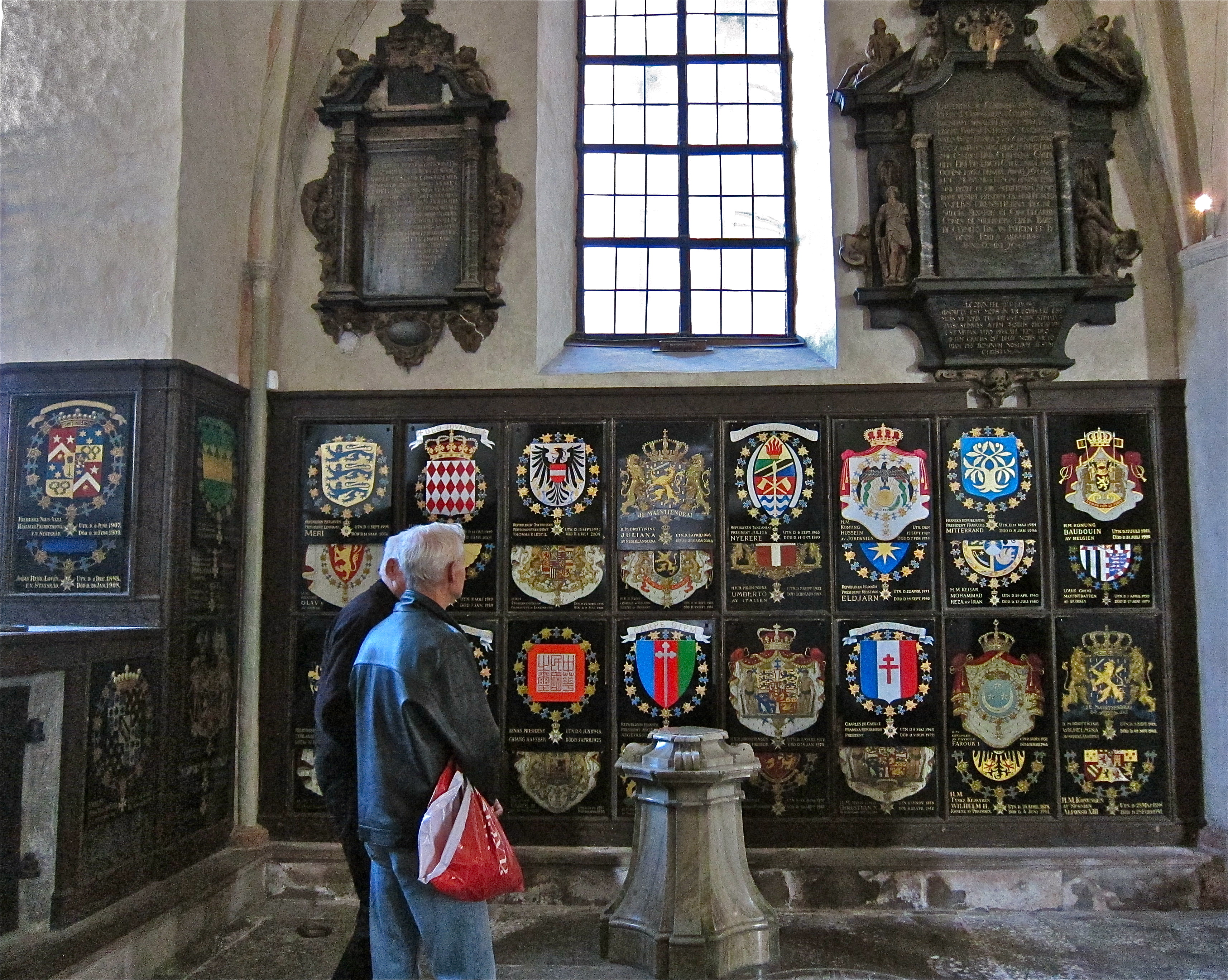
Wapenborden van koningin Juliana
en andere ridders en dames.

Riddarholmskyrkan (De kerk van Riddarholmen) is een kerk op het eilandje Riddarholmen in Stockholm. Het is een van de oudste gebouwen van de stad. De kerk heeft haar oorsprong in een franciscaans klooster in de 13e eeuw gebouwd door Magnus I van Zweden. Na de reformatie liet koning Gustav Vasa het klooster afbreken. Het kerkgebouw bleef echter gespaard en ging later fungeren als de vaste grafkerk van de koninklijke familie van Zweden. De kerk wordt, behalve bij begrafenissen, niet meer voor kerkdiensten gebruikt. Het kerkgebouw is hiermee de enige overgebleven middeleeuwse abdijkerk van Stockholm.
Kenmerkend aan het bakstenen gotische gebouw zijn de opengewerkte gietijzeren torenspits en de grafkapellen in renaissance- en barok-stijl.

## Necropolis van de Zweedse koningen en hun familie
In de gewelven onder de kerk zijn tal van Zweedse koningen en prinsen bijgezet. Onder hen is ook koningin Louise, een Nederlandse prinses. De eerste koning van de huidige dynastie, Karel XIV Johan van Zweden, werd in een grote granieten sarcofaag bijgezet.
De eerste van de onder de kerk bijgezette koningen was Magnus III, Koning van Zweden (rond 1240 — 18 december 1290). Voorlopig was de kist van Gustaaf V van Zweden (16 juni 1858 — 29 oktober 1950) de 46e en laatste bijzetting. Zijn opvolger, de in 1973 overleden Gustaaf VI Adolf van Zweden werd op de "Kungliga begravningsplatsen" in het Hagapark in Stockholm begraven. Sinds 1920 vonden daar vijftien begrafenissen van leden van de Zweedse koninklijke familie plaats. Daarmee lijkt de functie van de kerk als vaste bijzetplaats van de leden van de koninklijke familie voorlopig verleden tijd. 

## Riddarholmskyrkan en de Serafijnenorde
De kerk is verbonden met de Serafijnenorde. Deze hoogste Zweedse ridderorde komt hier niet langer bijeen, maar de wapenborden van de overleden ridders worden nog altijd in deze kerk opgehangen. Na het overlijden van een van de ridders worden de klokken van Riddarholmskyrkan geluid. Vanwege plaatsgebrek worden de wapenborden van langer geleden gestorven ridders gedeeltelijk afgedekt door die van recentelijk overleden ridders. 
In de kerk zijn behalve de wapenborden van de Nederlandse en Belgische koningen en koninginnen, ook die van Nederlandse en Belgische prinsen opgehangen. Sommige presidenten moesten vanwege hun lidmaatschap van deze orde een heraldisch verantwoord wapenschild kiezen, iets dat zij, levend in een andere cultuur of vanwege hun burgerlijke afkomst, niet bezaten. President Charles de Gaulle koos voor een schild met de Franse driekleur en het rode kruis van Lotharingen in de witte baan. President Julius Nyerere van Tanzania koos een typisch Afrikaans schild.